# Bathing Made Easy
Bathing Made Easy byl britský němý film z roku 1902. Režisérem byl Cecil Hepworth (1873–1953). Předpokládá se, že film byl zničen v roce 1924 spolu s většinou dalších filmů, produkovaných společností Hepworth Studios.

## Děj
Dva muži se procházejí podél břehu řeky. Svléknou se do plavek a ponoří se hlavou napřed do vody. (Film od té chvíle začne běžet pozpátku, což vytváří komický pohled.) Koupající se vyskočí z vody nohama napřed a oba skončí oblečení tak jako na začátku.